# Західне Тортуа (газове родовище)
Західне Тортуа — офшорне газове родовище в Атлантичному океані у суміжних секторах, що належать Мавританії та Сенегалу. Виявлене в результаті буріння на структурі Західне Тортуа, проте в подальшому назва родовища може бути змінена (так, в Мавританії йому вже дали найменування Ахмейім).

## Опис
Першою успішною свердловиною тут стала Tortue-1, споруджена в середині 2015 року в мавританському секторі. Для неї на основі обробки даних сейсмічних досліджень обрали район у 285 км на південний захід від Нуакшота, глибина в якому складає 2700 метрів. Довжина самої свердловини, пробуреної судном Atwood Achiever, становила 5250 метрів. У відкладеннях сеноману Tortue-1 перетнула чотири газонасичені інтервали загальною товщиною 107 метрів.
На початку 2016 року в сенегальському секторі (ліцензійна ділянка St. Louis Offshore Profond) пробурили свердловину Guembeul-1, яка підтвердила розповсюдження сюди покладів структури Західне Тортуа. Вона перетнула два інтервали із чудовими характеристиками резервуару в сеноманських та альбских відкладеннях, товщиною 56 та 45 метрів відповідно.
У проміжку між спорудженням Tortue-1 та Guembeul-1 в мавританському секторі пробурили Ahmeyim-2, в якій вперше був встановлений водогазовий контакт. Товщина газонасичених інтервалів альб-сеноманського віку в Ahmeyim-2 склала 78 метрів.
Результати вимірювань тиску показують комунікацію покладів, виявлених у всіх трьох свердловинах. Це дає підстави компанії Kosmos Energy, яка веде розвідку структури Західне Тортуа, оцінювати її ресурси у 424 млрд.м3 газу.